# حسابان غیراستاندارد
در ریاضیات، حسابان غیراستاندارد (انگلیسی: Nonstandard calculus) کاربرد امروزی بی‌نهایت‌کوچکها در چارچوب آنالیز غیراستاندارد برای تحلیل حسابان بی‌نهایت‌کوچک‌ها است. این رویکرد، توجیهی سخت‌گیرانه برای برخی استدلال‌هایی در حسابان فراهم می‌آورد که پیش‌تر صرفاً رهیافت آنی یا شهودی تلقی می‌شدند.
پیش از آن‌که کارل وایرشتراس در دههٔ ۱۸۷۰ تلاش کند بی‌نهایت‌کوچک‌ها را با حد تابع جایگزین کند، محاسبات غیرسخت‌گیرانه با بی‌نهایت‌کوچک‌ها به‌طور گسترده استفاده می‌شد. در نزدیک به صد سال پس از آن، ریاضیدانانی مانند ریچارد کورانت بی‌نهایت‌کوچک‌ها را مفاهیمی ابتدایی، گنگ یا بی‌معنا می‌دانستند.
در تقابل با این دیدگاه‌ها، آبراهام رابینسون در سال ۱۹۶۰ نشان داد که بی‌نهایت‌کوچک‌ها دقیق، روشن و معنادارند. او این نظریه را بر پایهٔ کارهای پیشین ادوین هویت و یرژی واش بنا نهاد. به گفتهٔ هوارد کیسلر: «رابینسون مسئله‌ای سیصد ساله را با ارائهٔ رویکردی دقیق به بی‌نهایت‌کوچک‌ها حل کرد. دستاورد رابینسون احتمالاً از مهم‌ترین پیشرفت‌های ریاضی قرن بیستم به‌شمار می‌آید.»

## تاریخچه
تاریخچهٔ حسابان غیراستاندارد با استفاده از کمیت‌های بی‌نهایت‌کوچک در حسابان آغاز شد. استفاده از بی‌نهایت‌کوچک‌ها را می‌توان در بنیان‌های حسابان مشاهده کرد که به‌طور مستقل توسط گوتفریت لایبنیتس و آیزاک نیوتن در دههٔ ۱۶۶۰ توسعه یافت. جان والیس، با بهره‌گیری از کمیتی بی‌نهایت‌کوچک که آن را \(\tfrac{1}{\infty} \) می‌نامید، تکنیک‌های پیشین اصل کاوالیری اثر بوناونتورا کاوالیری و دیگران را برای محاسبهٔ مساحت بهبود داد و زمینه را برای حسابان انتگرالی فراهم کرد. آن‌ها همچنین از کار ریاضیدانانی مانند پیر دو فرما، آیزاک بارو و رنه دکارت بهره گرفتند.
در حسابان آغازین، استفاده از کمیت‌های بی‌نهایت‌کوچک با انتقادهایی روبه‌رو شد، به‌ویژه از سوی میشل رول و جرج بارکلی که در کتاب خود The Analyst آن‌ها را زیر سؤال برد.
چندین ریاضیدان، از جمله کولین مک‌لورین و ژان لو رون دالامبر، از استفاده از حد دفاع کردند. آگوستین لویی کوشی طیفی کارآمد از بنیان‌گذاری‌ها را توسعه داد که شامل تعریفی از تابع پیوسته بر پایهٔ بی‌نهایت‌کوچک‌ها و همچنین نمونه‌ای (تا حدی نادقیق) از حد تابع در چارچوب مشتق‌گیری بود. کارل وایرشتراس مفهوم حد تابع را در قالب دستگاه اعداد حقیقی (بدون بی‌نهایت‌کوچک) صورت‌بندی کرد. پس از کار وایرشتراس، به‌تدریج رایج شد که حسابان بر پایهٔ استدلال‌های \(\varepsilon \), \(\delta \) به‌جای بی‌نهایت‌کوچک‌ها بنا شود.
این رویکرد که وایرشتراس رسمی کرد، به‌عنوان حسابان استاندارد شناخته شد. پس از سال‌ها که رویکرد بی‌نهایت‌کوچک‌ها جز در آموزش مقدماتی به‌کار نمی‌رفت، آبراهام رابینسون در دههٔ ۱۹۶۰ سرانجام بنیانی سخت‌گیرانه برای استفاده از بی‌نهایت‌کوچک‌ها فراهم آورد. رویکرد رابینسون، آنالیز غیراستاندارد نامیده می‌شود تا از کاربرد استانداردِ حدها متمایز شود. این رویکرد با بهره‌گیری از ابزارهای فنی منطق ریاضی، نظریه‌ای از عدد ابرحقیقی پدیدآورد که در آن، بی‌نهایت‌کوچک‌ها معنایی دقیق می‌یابند و می‌توان حسابان را همانند سبک لایبنیتس توسعه داد. رویکردی جایگزین نیز توسط ادوارد نلسون ارائه شد که بی‌نهایت‌کوچک‌ها را در خود خط اعداد حقیقی جای می‌دهد و با گسترش ZFC از طریق افزودن گزارهٔ تک‌مقداری جدید «استاندارد»، چارچوب بنیانی را دگرگون می‌سازد.

## انگیزه
برای محاسبهٔ مشتق {\displaystyle f'} از تابع {\displaystyle y=f(x)=x^{2}} در نقطهٔ «x»، هر دو رویکرد (استاندارد و غیراستاندارد) در گام‌های جبری زیر توافق دارند:
{\displaystyle {\frac {\Delta y}{\Delta x}}={\frac {(x+\Delta x)^{2}-x^{2}}{\Delta x}}={\frac {2x\Delta x+(\Delta x)^{2}}{\Delta x}}=2x+\Delta x\approx 2x}
در این‌جا، اگر {\displaystyle \Delta x} به‌عنوان یک بی‌نهایت‌کوچک تعبیر شود و نماد "{\displaystyle \approx }" به‌معنای «بی‌نهایت نزدیک بودن به» باشد، این عبارت به محاسبهٔ مشتق با استفاده از عدد ابرحقیقی تبدیل می‌شود.
برای آن‌که f' تابعی با مقدار حقیقی باشد، باید جملهٔ پایانی {\displaystyle \Delta x} کنار گذاشته شود. در رویکرد استاندارد، این کار از طریق گرفتن حد وقتی {\displaystyle \Delta x\to 0} انجام می‌شود. در رویکرد عدد ابرحقیقی، {\displaystyle \Delta x} یک بی‌نهایت‌کوچک در نظر گرفته می‌شود؛ یعنی عددی ناصفر که از هر عدد حقیقی مثبت، به صفر نزدیک‌تر است. گام‌های جبری بالا نشان می‌دهد که {\displaystyle \Delta y/\Delta x} بی‌نهایت نزدیک به 2x است؛ بنابراین، مشتق f در x برابر است با 2x‎.
کنار گذاشتن «جملهٔ خطا» از طریق تابع بخش استاندارد انجام می‌شود. حذف بی‌نهایت‌کوچک‌ها در گذشته نزد برخی نویسندگان، از جمله جرج بارکلی، پارادوکسی تلقی می‌شد.
هنگامی که دستگاه عدد عدد ابرحقیقی (پیوستاری که به‌وسیلهٔ بی‌نهایت‌کوچک‌ها غنی شده) برقرار شود، بسیاری از دشواری‌های فنی در سطح بنیان‌ها رفع می‌گردد. از این‌رو، حدها که برخی آن‌ها را جوهر آنالیز می‌دانند، می‌توانند یک‌باره در سطح بنیادی پیاده‌سازی شوند و دیگر نیاز نیست که دانش‌آموزان، «در پوشش آموزش حسابان، نمایش‌هایی با چند کمیت منطقی انجام دهند»، به‌نقل از یک مطالعهٔ اخیر:
به‌طور خاص، مفاهیم پایه‌ای حسابان مانند پیوستگی، مشتق و انتگرال را می‌توان با استفاده از بی‌نهایت‌کوچک‌ها، بدون ارجاع به \(\varepsilon \), \(\delta \) تعریف کرد.

## کتاب درسی کیسلر
کیسلر در کتاب خود، Elementary Calculus: An Infinitesimal Approach، در صفحهٔ ۱۲۵ پیوستگی را با استفاده از بی‌نهایت‌کوچک‌ها تعریف می‌کند و از روش‌های \(\varepsilon \)-‎\(\delta \) صرف‌نظر می‌کند.
مشتق در صفحهٔ ۴۵ با بی‌نهایت‌کوچک‌ها تعریف شده و نه با رویکرد \(\varepsilon \)-‎\(\delta \).
انتگرال در صفحهٔ ۱۸۳ بر پایهٔ بی‌نهایت‌کوچک‌ها معرفی شده است.
تعاریف \(\varepsilon \)-‎\(\delta \) در صفحهٔ ۲۸۲ ارائه می‌شوند.

## تعریف مشتق
عدد ابرحقیقی را می‌توان در چارچوب نظریه مجموعه‌های زرملو-فرنکل، یعنی دستگاه استاندارد بنیان‌گذاری نظریه مجموعه‌ها، ساخت. برای توضیحی شهودی از رویکرد ابرحقیقی، توجه داشته باشید که آنالیز غیراستاندارد وجود اعدادی مثبت ε را مفروض می‌گیرد «که بی‌نهایت کوچک هستند»، به این معنا که ε از هر عدد حقیقی مثبت کوچک‌تر، ولی از صفر بزرگ‌تر است. هر عدد حقیقی x توسط ابری از اعداد ابرحقیقی احاطه می‌شود که بی‌نهایت نزدیک به آن‌اند. برای تعریف مشتق f در یک عدد حقیقی استاندارد x‎، دیگر نیازی به فرایند بی‌نهایت‌گرا (حد) نیست؛ بلکه می‌توان نوشت:
{\displaystyle f'(x)=\mathrm {st} \left({\frac {f^{*}(x+\varepsilon )-f^{*}(x)}{\varepsilon }}\right),}
که در آن st همان تابع بخش استاندارد است که عدد حقیقی بی‌نهایت نزدیک به استدلال ابرحقیقی‌اش را بازمی‌گرداند و {\displaystyle f^{*}} بسط طبیعی f به مجموعهٔ اعداد ابرحقیقی است.

## پیوستگی
یک تابع حقیقی f در عدد حقیقی استاندارد x پیوسته است، اگر برای هر x′ ابرحقیقی که بی‌نهایت نزدیک به x باشد، مقدار f(x′) نیز بی‌نهایت نزدیک به f(x) باشد. این تعریف با تعریف آگوستین لویی کوشی از پیوستگی که در کتاب Cours d'Analyse او در سال ۱۸۲۱، صفحهٔ ۳۴ آمده، مطابقت دارد.
برای دقت بیشتر، f باید با بسط ابرحقیقی طبیعی‌اش که معمولاً با f* نمایش داده می‌شود، جایگزین گردد.
با استفاده از نماد {\displaystyle \approx } برای رابطهٔ «بی‌نهایت نزدیک بودن»، تعریف را می‌توان برای نقاط دلخواه (چه استاندارد، چه غیراستاندارد) چنین گسترش داد:
تابع f در x ریزپیوسته (microcontinuous) است اگر هرگاه {\displaystyle x'\approx x}‎، آنگاه {\displaystyle f^{*}(x')\approx f^{*}(x)} نیز برقرار باشد.
در این‌جا، فرض می‌شود که نقطهٔ x′ در دامنهٔ f^* قرار دارد.
تعریف بالا، کمیت‌نماهای منطقی (quantifiers) کمتری نسبت به تعریف حد تابع در حسابان ابتدایی استاندارد دارد:
تابع f در x پیوسته است اگر برای هر ε > ۰‎، مقداری δ > ۰ وجود داشته باشد به‌طوری‌که برای هر x′‎، هرگاه |x − x′| < δ برقرار باشد، آنگاه |f(x) − f(x′)| < ε نیز برقرار باشد.

## پیوستگی یکنواخت
تابع f روی بازهٔ I‎، زمانی پیوستگی یکنواخت دارد که بسط طبیعی آن f* در I* ویژگی زیر را داشته باشد:
برای هر زوج از اعداد ابرحقیقی x و y در I*‎، اگر {\displaystyle x\approx y}‎، آنگاه {\displaystyle f^{*}(x)\approx f^{*}(y)}‎.
با بهره‌گیری از مفهوم ریزپیوستگی (microcontinuity) که در بخش پیش تعریف شد، می‌توان گفت: یک تابع حقیقی زمانی پیوسته به‌صورت یکنواخت است که بسط طبیعی آن f* در هر نقطه از دامنهٔ خود ریزپیوسته باشد.
این تعریف از نظر پیچیدگی کمیت‌نماها (quantifier complexity) ساده‌تر از تعریف استاندارد حد تابع است؛ چرا که تعریف پیوستگی یکنواخت به‌روش \(\varepsilon\)-‎\(\delta\) شامل چهار کمیت‌نماست، در حالی که تعریف بر پایهٔ بی‌نهایت‌کوچک‌ها تنها به دو کمیت‌نما نیاز دارد. این پیچیدگی با تعریف پیوستگی یکنواخت بر پایهٔ دنباله‌ها در حسابان استاندارد برابری می‌کند، با این تفاوت که تعریف دنباله‌ای در منطق مرتبه اول روی اعداد حقیقی قابل بیان نیست.
تعریف ابرحقیقی را می‌توان با سه مثال زیر روشن‌تر کرد:
- مثال ۱: تابع f روی بازهٔ نیمه‌باز (۰٬۱] زمانی یکنواختاً پیوسته است که بسط طبیعی آن f*‎، علاوه بر پیوستگی در نقاط استاندارد بازه، در هر بی‌نهایت‌کوچک مثبت نیز ریزپیوسته باشد.
- مثال ۲: تابع f روی بازهٔ [۰,∞)‎ زمانی یکنواختاً پیوسته است که در نقاط استاندارد بازه پیوسته باشد و افزون بر آن، بسط طبیعی آن ‎f*‎ در هر نقطهٔ ابرحقیقی بی‌نهایت بزرگ مثبت، ریزپیوسته باشد.
- مثال ۳: به‌طور مشابه، عدم پیوستگی یکنواخت برای تابع مربع

{\displaystyle x^{2}}
به دلیل نبود ریزپیوستگی در تنها یک نقطهٔ ابرحقیقی بی‌نهایت بزرگ رخ می‌دهد.
دربارهٔ پیچیدگی کمیت‌نماها، کوین هیوسْتون چنین می‌نویسد:
تعداد کمیت‌نماها در یک گزارهٔ ریاضی، معیاری تقریبی برای پیچیدگی آن گزاره فراهم می‌کند. گزاره‌هایی که سه یا بیش از سه کمیت‌نما دارند، معمولاً دشوار فهمیده می‌شوند. این، دلیل اصلی دشواری درک تعاریف سخت‌گیرانهٔ حد، همگرایی، پیوستگی و مشتق‌پذیری در آنالیز است، زیرا این تعاریف دارای کمیت‌نماهای متعدد هستند. در واقع، این تناوب میان \(\forall\) و \(\exists\) است که پیچیدگی را پدیدمی‌آورد.
آندریاس بلاس نیز می‌نویسد:
غالباً … تعریف غیراستاندارد یک مفهوم ساده‌تر از تعریف استاندارد آن است (چه از دید شهودی و چه از نظر فنی، مانند سطح پایین‌تر کمیت‌نماها یا تعداد کمتر تناوب میان آن‌ها).

## فشردگی
یک مجموعهٔ A زمانی فشرده است که بسط طبیعی آن A* ویژگی زیر را داشته باشد: هر نقطه در A* بی‌نهایت نزدیک به نقطه‌ای از A باشد؛ بنابراین، بازهٔ باز (۰٬۱) فشرده نیست، زیرا بسط طبیعی آن شامل بی‌نهایت‌کوچک‌های مثبتی است که به هیچ عدد حقیقی مثبت بی‌نهایت نزدیک نیستند.

## قضیه هاینه–کانتور
این واقعیت که هر تابع پیوسته روی بازه‌ای فشرده I الزاماً یکنواختاً پیوسته است (یعنی قضیه هاینه–کانتور)، با برهان ابرحقیقی به‌صورتی فشرده اثبات می‌شود.
فرض کنید x و y اعدادی ابرحقیقی در بسط طبیعی I* از I باشند. از آنجا که I فشرده است، هر دو st(x) و st(y) به I تعلق دارند. اگر x و y بی‌نهایت نزدیک باشند، آن‌گاه بر اساس نامساوی مثلثی، آن‌ها بخش استاندارد یکسانی دارند:
{\displaystyle c=\operatorname {st} (x)=\operatorname {st} (y).}
از آنجا که تابع در c پیوسته است،
{\displaystyle f(x)\approx f(c)\approx f(y),}
و در نتیجه f(x) و f(y) بی‌نهایت نزدیک‌اند که پیوستگی یکنواخت f را اثبات می‌کند.

## چرا تابع مربع پیوسته به‌صورت یکنواخت نیست؟
تابع f(x) = x^2 را روی مجموعهٔ {\displaystyle \mathbb {R} } در نظر بگیرید. بگذارید {\displaystyle N\in \mathbb {R} ^{*}} یک عدد ابرحقیقی بی‌نهایت بزرگ باشد. عدد ابرحقیقی {\displaystyle N+{\tfrac {1}{N}}} بی‌نهایت نزدیک به N است. در این حال، اختلاف زیر را در نظر بگیرید:
{\displaystyle f(N+{\tfrac {1}{N}})-f(N)=N^{2}+2+{\tfrac {1}{N^{2}}}-N^{2}=2+{\tfrac {1}{N^{2}}}}
این اختلاف یک بی‌نهایت‌کوچک نیست. در نتیجه، f* در نقطهٔ ابرحقیقی N ریزپیوسته نیست؛ بنابراین، تابع مربع بر اساس تعریف پیوستگی یکنواخت بالا، پیوسته به‌صورت یکنواخت نیست.
برهانی مشابه را می‌توان در چارچوب استاندارد نیز ارائه کرد. (Fitzpatrick 2006, Example 3.15)

## مثال: تابع دیریکله
تابع دیریکله را در نظر بگیرید:
{\displaystyle I_{Q}(x):={\begin{cases}1&{\text{ اگر }}x{\text{ گویا باشد،}}\\0&{\text{ اگر }}x{\text{ ناگویا باشد.}}\end{cases}}}
بر کسی پوشیده نیست که این تابع، در چارچوب تابع پیوسته، در هر نقطه ناپیوسته است. اکنون این موضوع را با استفاده از تعریف ابرحقیقی پیوستگی بررسی می‌کنیم. برای نمونه، نشان می‌دهیم که تابع دیریکله در عدد π پیوسته نیست. بگذارید an تقریب کسر پیوسته‌ای از π باشد. حال اگر n یک عدد ابرطبیعی بی‌نهایت باشد، طبق اصل انتقال، بسط طبیعی تابع دیریکله در an مقدار ۱ می‌گیرد. توجه داشته باشید که نقطهٔ ابرگویا an بی‌نهایت نزدیک به π است؛ بنابراین، بسط طبیعی تابع دیریکله در دو نقطهٔ بی‌نهایت نزدیک، دو مقدار متفاوت (۰ و ۱) می‌گیرد، و از این‌رو، این تابع در π پیوسته نیست.

## حد
در حالی‌که جوهر رویکرد رابینسون آن است که بتوان از رویکرد دارای کمیت‌نماهای چندگانه چشم‌پوشی کرد، مفهوم حد را می‌توان به‌سادگی با استفاده از تابع بخش استاندارد st بازسازی کرد. به‌بیان دیگر،
{\displaystyle \lim _{x\to a}f(x)=L}
اگر و تنها اگر، هرگاه x − a یک بی‌نهایت‌کوچک باشد، آنگاه f(x) − L نیز بی‌نهایت‌کوچک باشد؛ یا به‌صورت فرمولی:
هرگاه st(x) = a‎، آنگاه st(f(x)) = L‎.
نگاه کنید به حد تابع.

## حد دنباله
اگر دنباله‌ای از اعداد حقیقی {\displaystyle \{x_{n}\mid n\in \mathbb {N} \}} داده شده باشد، آنگاه {\displaystyle L\in \mathbb {R} } «حد» دنباله است هرگاه:
{\displaystyle L=\lim _{n\to \infty }x_{n}}
اگر برای هر n بی‌نهایت در مجموعهٔ ابرطبیعی‌ها، st(xn) = L باشد. (در این‌جا از اصل بسط برای تعریف xn برای هر عدد طبیعی بی‌نهایت استفاده شده است)
این تعریف شامل هیچ تناوب سور نیست. اما تعریف استاندارد حد تابع چنین تناوبی دارد:
{\displaystyle L=\lim _{n\to \infty }x_{n}\Longleftrightarrow \forall \varepsilon >0\;,\exists N\in \mathbb {N} \;,\forall n\in \mathbb {N} :n>N\rightarrow |x_{n}-L|<\varepsilon .}

## قضیهٔ مقدار بیشینه
برای اثبات این‌که یک تابع حقیقی پیوسته f روی بازهٔ [۰٬۱] دارای مقدار بیشینه است، بگذارید N یک عدد ابرصحیح بی‌نهایت باشد. بازهٔ [۰٬۱] بسط طبیعی ابرحقیقی دارد. تابع f نیز به‌طور طبیعی به بازهٔ ابرحقیقی بین ۰ و ۱ بسط داده می‌شود. اکنون بازهٔ ابرحقیقی [۰٬۱] را به N زیربازه با طول بی‌نهایت‌کوچک 1/N افراز می‌کنیم، که نقاط افراز آن xi هستند و xi = i/N‎، برای i از ۰ تا N‎. در حالت استاندارد (یعنی وقتی N متناهی باشد)، همیشه می‌توان با استقرا، نقطه‌ای از میان N+1 نقطهٔ xi یافت که در آن f به بیشترین مقدار می‌رسد؛ بنابراین، طبق اصل انتقال، عددی i0 در مجموعهٔ ابرصحیح‌ها وجود دارد به‌طوری که ۰ ≤ i0 ≤ N و
{\displaystyle f(x_{i_{0}})\geq f(x_{i})}
برای همهٔ i = ۰, …, N برقرار است. (توضیحی جایگزین: هر مجموعه ابرمتناهی دارای بیشینه است) اکنون نقطهٔ حقیقی زیر را در نظر بگیرید:
{\displaystyle c=\operatorname {st} (x_{i_{0}})}
که در آن st همان تابع بخش استاندارد است. هر نقطهٔ حقیقی دلخواه x در یکی از زیربازه‌های افراز جای دارد، یعنی {\displaystyle x\in [x_{i},x_{i+1}]}‎، به‌طوری‌که st(xi) = x‎. با اعمال st بر نامساوی {\displaystyle f(x_{i_{0}})\geq f(x_{i})}‎، داریم:
{\displaystyle {\rm {st}}(f(x_{i_{0}}))\geq {\rm {st}}(f(x_{i}))}
و به‌واسطهٔ پیوستگی f‎،
{\displaystyle {\rm {st}}(f(x_{i_{0}}))=f({\rm {st}}(x_{i_{0}}))=f(c)}
در نتیجه، f(c) ≥ f(x) برای هر x برقرار است و بدین‌سان c بیشینهٔ تابع f است.

## قضیه مقدار میانی
برای نشان دادن توانایی رویکرد آبراهام رابینسون، می‌توان اثباتی کوتاه برای قضیه مقدار میانی (قضیه بولتسانو) با استفاده از بی‌نهایت‌کوچک‌ها ارائه داد.
فرض کنید f تابعی پیوسته روی بازهٔ [a,b] باشد، به‌طوری‌که f(a) < 0 و f(b) > 0‎. آنگاه نقطه‌ای c در [a,b] وجود دارد که در آن f(c) = ۰‎.
برهان به‌صورت زیر پیش می‌رود: بگذارید N یک عدد ابرصحیح بی‌نهایت باشد. بازهٔ [a,b] را به N زیربازه با طول برابر افراز کنید، به‌طوری‌که نقاط افراز xi باشند و i از ۰ تا N تغییر کند. مجموعه‌ای از اندیس‌ها را در نظر بگیرید که در آن‌ها f(xi) > 0 برقرار است. کمترین عضو این مجموعه را i0 بنامید (وجود چنین عضوی از اصل انتقال نتیجه می‌شود، زیرا این مجموعه یک مجموعه ابرمتناهی است). آنگاه عدد حقیقی
{\displaystyle c=\mathrm {st} (x_{i_{0}})}
همان نقطهٔ مورد نظر است که در آن f(c) = ۰‎.
این برهان، پیچیدگی منطق مرتبه اول را نسبت به اثبات استاندارد قضیه مقدار میانی کاهش می‌دهد.

## قضایای پایه
اگر f تابعی حقیقی‌مقدار تعریف‌شده روی بازهٔ [a,b] باشد، آنگاه عملگر انتقالِ f که با *f نمایش داده می‌شود، تابعی «درونی» و ابرحقیقی‌مقدار تعریف‌شده روی بازهٔ ابرحقیقی [*a, *b] خواهد بود.
قضیه: اگر f تابعی حقیقی‌مقدار تعریف‌شده روی بازهٔ [a,b] باشد، آنگاه f در a < x < b مشتق‌پذیر است اگر و تنها اگر برای هر بی‌نهایت‌کوچک ناصفر h‎، مقدار
{\displaystyle \Delta _{h}f:=\operatorname {st} {\frac {[{}^{*}\!f](x+h)-[{}^{*}\!f](x)}{h}}}
مستقل از h باشد. در این حالت، این مقدار مشترک همان مشتق f در x است.
این مطلب از اصل انتقال در آنالیز غیراستاندارد و از ویژگی سرریز (overspill) نتیجه می‌شود.
توجه شود که نتیجه‌ای مشابه برای مشتق‌پذیری در نقاط پایانی a و b نیز برقرار است، به‌شرط آن‌که علامت بی‌نهایت‌کوچک h به‌درستی محدود شده باشد.
برای قضیهٔ دوم، انتگرال ریمان به‌عنوان حد (در صورت وجود) خانواده‌ای جهت‌دار از مجموع‌های ریمان تعریف می‌شود؛ این مجموع‌ها به‌شکل زیرند:
{\displaystyle \sum _{k=0}^{n-1}f(\xi _{k})(x_{k+1}-x_{k})}
که در آن داریم:
{\displaystyle a=x_{0}\leq \xi _{0}\leq x_{1}\leq \ldots x_{n-1}\leq \xi _{n-1}\leq x_{n}=b.}
این دنباله از نقاط را «افراز» یا «توری» (mesh) می‌نامند، و مقدار
{\displaystyle \sup _{k}(x_{k+1}-x_{k})}
عرض توری نام دارد. در تعریف انتگرال ریمان، حد مجموع‌های ریمان در حالی گرفته می‌شود که عرض توری به صفر میل می‌کند.
قضیه: اگر f تابعی حقیقی‌مقدار تعریف‌شده روی بازهٔ [a,b] باشد، آنگاه f روی [a,b] انتگرال‌پذیر به‌معنای ریمان است اگر و تنها اگر برای هر توری درونی با عرض بی‌نهایت‌کوچک، کمیت زیر
{\displaystyle S_{M}=\operatorname {st} \sum _{k=0}^{n-1}[*f](\xi _{k})(x_{k+1}-x_{k})}
مستقل از انتخاب توری باشد. در این صورت، این مقدار مشترک همان انتگرال ریمان تابع f روی [a,b] است.

## کاربردها
یکی از کاربردهای فوری، گسترش تعاریف استاندارد مشتق‌گیری و انتگرال‌گیری به توابع درونی تعریف‌شده روی بازه‌هایی از اعداد ابرحقیقی است.
یک تابع درونی ابرحقیقی‌مقدار f روی [a, b] در نقطهٔ x زمانی S-مشتق‌پذیر است که:
{\displaystyle \Delta _{h}f=\operatorname {st} {\frac {f(x+h)-f(x)}{h}}}
موجود بوده و مستقل از h باشد. این مقدار، مشتق S تابع در x خواهد بود.
قضیه: فرض کنید f در هر نقطه از [a, b] S-مشتق‌پذیر باشد، که در آن b − a یک عدد ابرحقیقی کراندار است. همچنین فرض کنید:
{\displaystyle |f'(x)|\leq M\quad a\leq x\leq b.}
آنگاه برای یک بی‌نهایت‌کوچک ε داریم:
{\displaystyle |f(b)-f(a)|\leq M(b-a)+\epsilon .}
برای اثبات، بگذارید N یک عدد طبیعی غیراستاندارد باشد. بازهٔ [a, b] را به N زیربازه تقسیم می‌کنیم، به‌طوری‌که N−۱ نقطهٔ میانی با فاصلهٔ مساوی قرار گیرند:
{\displaystyle a=x_{0}<x_{1}<\cdots <x_{N-1}<x_{N}=b}
در این صورت خواهیم داشت:
{\displaystyle |f(b)-f(a)|\leq \sum _{k=1}^{N-1}|f(x_{k+1})-f(x_{k})|\leq \sum _{k=1}^{N-1}\left\{|f'(x_{k})|+\epsilon _{k}\right\}|x_{k+1}-x_{k}|.}
اکنون، بیشینهٔ هر مجموعهٔ درونی از بی‌نهایت‌کوچک‌ها، خود بی‌نهایت‌کوچک است؛ بنابراین همهٔ εk‎ها تحت سلطهٔ یک بی‌نهایت‌کوچک ε قرار دارند. در نتیجه:
{\displaystyle |f(b)-f(a)|\leq \sum _{k=1}^{N-1}(M+\epsilon )(x_{k+1}-x_{k})=M(b-a)+\epsilon (b-a)}
و بنابراین، نتیجه حاصل می‌شود.